# Lopakodók 2.
A Lopakodók 2. (eredeti cím: Sniper 2.) 2002-ben bemutatott amerikai televíziós akciófilm, melyet Craig R. Baxley rendezett, az 1993-as Lopakodók folytatásaként. A főbb szerepekben Tom Berenger, Bokeem Woodbine, Dan Butler és Linden Ashby látható.
Magyarországon forgatták 2002 tavaszán, a film városi jeleneteit nagyrészt Budapesten vették fel. Látható például a Múzeum körút, a hajógyári K-híd és az UV villamosok Kőbányán, a Kápolna utcában.

## Cselekmény
Thomas Beckett őrmester visszatér a szolgálatba. Feladata szigorúan titkos és rendkívül kockázatos: egy tábornokot kell likvidálnia, aki felelős a Balkánon elkövetett etnikai tisztogatásokért. Beckettnek különös segítője akad, a kivégzésére váró Jake Cole személyében.

## Szereplők
| Színész         | Szerep                        | Magyar hang      |
| --------------- | ----------------------------- | ---------------- |
| Tom Berenger    | Thomas Beckett tüzér őrmester | Hegedűs D. Géza  |
| Bokeem Woodbine | Jake Cole                     | Zámbori Soma     |
| Dan Butler      | James Eckles CIA-ügynök       | Cs. Németh Lajos |
| Linden Ashby    | Dan McKenna ezredes           | Bozsó Péter      |
| Marozsán Erika  | Sophia                        | saját hangján    |
| Puskás Tamás    | Pavel                         | saját hangján    |
| Illyés Barna    | Vojislav                      | saját hangján    |
| Kovács Ferenc   | Zoran                         | saját hangján    |
| Dennis Hayden   | Klete                         |                  |
| Can Togay       | Marks százados                | saját hangján    |
| Jáki Béla       | mesterlövész                  | saját hangján    |
| Áron László     | férfi az árnyékban            | saját hangján    |
| Bicskey Lukács  | elítélt                       | saját hangján    |
| Seress Zoltán   | Nauzad                        | saját hangján    |
| Szöllösi Tas    | Tony                          |                  |